# Ali Nouisri
Ali Nouisri, né le 20 janvier 1994, à Tunis, est un coureur cycliste tunisien.
Il représente notamment son pays à l'occasion de la course en ligne des Jeux olympiques de 2016 à Rio de Janeiro.

## Biographie
Passionné par le cyclisme, Ali Nouisri effectue ses premiers coups de pédale dès l'âge de deux ans. Il se définit avant tout comme un bon rouleur, appréciant également les terrains montagneux.
Lors des championnats arabes juniors de 2012, il décroche l'or sur la course aux points, l'argent sur le contre-la-montre et le bronze au keirin. La même année, il représente son pays lors des championnats du monde sur route juniors.  
En 2016, il devient champion de Tunisie sur route chez les élites. Il termine cinquième et meilleur grimpeur du Tour international d'Oranie et du Tour international de Sétif, ou encore sixième du Tour du Sénégal. Après ses performances, il part dix jours en France pour s'entraîner avec le club Cavigal Nice cyclisme, en vue des Jeux olympiques de Rio. Seule représentent de son pays sur la course en ligne, il est contraint à l'abandon. 
En 2017, il devient double champion national, de la course en ligne et du contre-la-montre. Il brille également dans le calendrier continental en terminant quatrième du Tour du Sénégal, ou troisième du Tour de Tunisie, tout en ayant remporté une étape. Il s'impose par ailleurs sur le Tour d'Algérie. Les deux saisons suivantes, il court au sein de l'équipe continentale VIB Sports.

## Palmarès sur route
- 2012
  -  Médaillé d'argent du championnat arabe du contre-la-montre juniors
- 2014
  - 2e du championnat de Tunisie du contre-la-montre
- 2015
  - 3e du championnat de Tunisie sur route
- 2016
  -  Champion de Tunisie sur route
  - Tournoi Rabeh Rochdy
  - 2e du championnat de Tunisie du contre-la-montre
- 2017
  -  Champion de Tunisie sur route
  -  Champion de Tunisie du contre-la-montre
  - 3e étape du Tour de Tunisie
  - Classement général du Tour d'Algérie
  - 3e du Tour de Tunisie
- 2018
  -  Champion de Tunisie sur route
  -  Champion de Tunisie du contre-la-montre
  - 3e épreuve de la coupe de Tunisie - Gammarth
  - 6e étape du Tour d'Algérie
  - GP Rotary Race
- 2019
  -  Champion de Tunisie du contre-la-montre
  - 5e étape du Tour des aéroports
- 2023
  - Nad Al Sheba Cycling Championship[5]
- 2024
  - Daman Ramadan Race

## Classements mondiaux
| Année           | 2014 | 2015 | 2016 | 2017 | 2018 |
| --------------- | ---- | ---- | ---- | ---- | ---- |
| UCI Africa Tour | 107e | 92e  | 18e  | 8e   | 7e   |

## Palmarès sur piste
Championnats arabes
- 2012
  -  Champion arabe de la course aux points juniors
  -  Médaillé de bronze du keirin juniors